# Grandi Navi Veloci
Grandi Navi Veloci és una companyia marítima italiana amb seu a Gènova, que opera transbordadors a la mar Mediterrània.

## Història

### Dècada del 1990
La va fundar Aldo Grimaldi el 1992 per combinar el transport de passatgers, vehicles i mercaderies. El primer vaixell va ser el Majestic, que entrà en servei el 1993, i la primera línia fou Gènova - Palerm. Posteriorment es van afegir els vaixells "Splendid" (1994), "Fantastic" (1996), "Excellent" (1998), "Excelsior" (1999) i "Victory" (1999).
La companyia esdevé internacional el 1998 quan el "Fantàstic" obre la ruta Gènova - Barcelona. El 1999 esdevingué la primera companyia a Itàlia en cotitzar a borsa.

### Dècada del 2000
L'any 2000 va tancar amb un creixement del 38% en el transport de passatgers. El 2002 entrà en funcionament "La Superba" i l'empresa Grandi Navi Veloci és l'únic patrocinador de les celebracions del 150 aniversari del naixement de l'arquitecte Antoni Gaudí. El 2003 posen en marxa la Suprema.
El 2008 la companyia canvia de mans després que Aldo Grimaldi vengués l'últim 13% de les accions que encara tenia a Investitori Associati, que n'arriba a tenir el 67%. La resta era de Idea Coinvestment, que en tenia el 20%, Charme amb el 9% i Management amb el 4%. Van nomenar president a Silvano Cassano. Van decidir canviar el logotip de "Grimaldi Lines" pel nou "Grandi Navi Veloci".
Abans de sortir de l'empresa Grimaldi va llançar la idea del creuer de transbordador i va encarregar nou unitats a l'Apioni New Yards de vaixells flexibles amb gran capacitat de càrrega i també passatgers. Serà una línia compartida amb la nova propietat que en llogarà tres unitats.
El 2007 entra en funcionament Coraggioì, el 2008 Tenacia i Audacia i el 2009 es ven el Majestic que poc després es retirarà del mercat. El 2010 es ven el "Victory" i es fa el mateix amb "La Superba" i "La Suprema". Després posen en funcionament el "Forza" i el "Superfast I".

### Dècada del 2010
El 2011 el paquet majoritari d'accions es ven al grup Aponte (MSC), que combina les línies de llarg recorregut de Snav amb les del gnv, portant els 3 transbordadors Snav junts i unificant els logotips GNV.

## Flota actual
- Excelsior (39,739 GRT, 1998)
- Excellent (39,739 GRT, 1998)
- Fantastic (35,186 GRT, 1996)
- Splendid (39,139 GRT, 994)
- Majestic (32,777 GRT, 1993)